# Lein (Kocher)
Die Lein ist ein Fluss in Baden-Württemberg, der bei Kaisersbach im Welzheimer Wald entspringt und nach gut 57 km langem, im Wesentlichen östlichem Lauf in Abtsgmünd von links in den dort etwas kleineren Kocher mündet.

## Name
Im Jahr 1251 (ad ripam … Leyn) wurde der Fluss erstmals schriftlich erwähnt. Der Name könnte keltischen Ursprungs sein (*Līnā/-os) und mit dem indogermanischen Wortstamm *leiH- für 'gießen, fließen' in Zusammenhang stehen. Parallelnamen wären hierzu Lyne Water und Lyn in Großbritannien.

## Geographie

### Verlauf
Die Lein fließt ab ihrem Ursprung bei Kaisersbach-Eulenhof recht beständig nach Süden und im Osten an Welzheim vorbei. Bei Alfdorf-Haghof knickt ihr Lauf nach Osten ab und behält diese Richtung mit leichten Schwankungen bis Heuchlingen bei, von wo aus sie in nordöstlicher Richtung Abtsgmünd und den Kocher erreicht. Ihr Einzugsgebiet liegt vor allem zu ihrer Linken, denn in ihrem südlich verlaufenden Obertal hat sie rechts in der nahen Wieslauf und deren Nebenflüssen eine starke Konkurrentin mit deutlich tieferer Erosionsbasis, im östlich verlaufenden Mittellauf bis Heuchlingen graben ihr die Rems-Zuflüsse das Wasser so sehr ab, dass die Wasserscheide der Lein selbst dicht im Süden folgt, oft nur wenige hundert Meter vom Fluss selbst entfernt. Erst im nordöstlich orientierten Unterlauf ab Heuchlingen hat sie überhaupt nennenswerte rechte Zuflüsse, hier teilt sie sich etwa zu gleichen Teilen den Höhenrücken um Dewangen mit dem Kocher. Ihr Nebenflusssystem hat also grob die Gestalt eines Kammes: Im Süden und Westen liegt die Lein selbst, von Norden streben ihr parallel die größeren Zuflüsse zu.

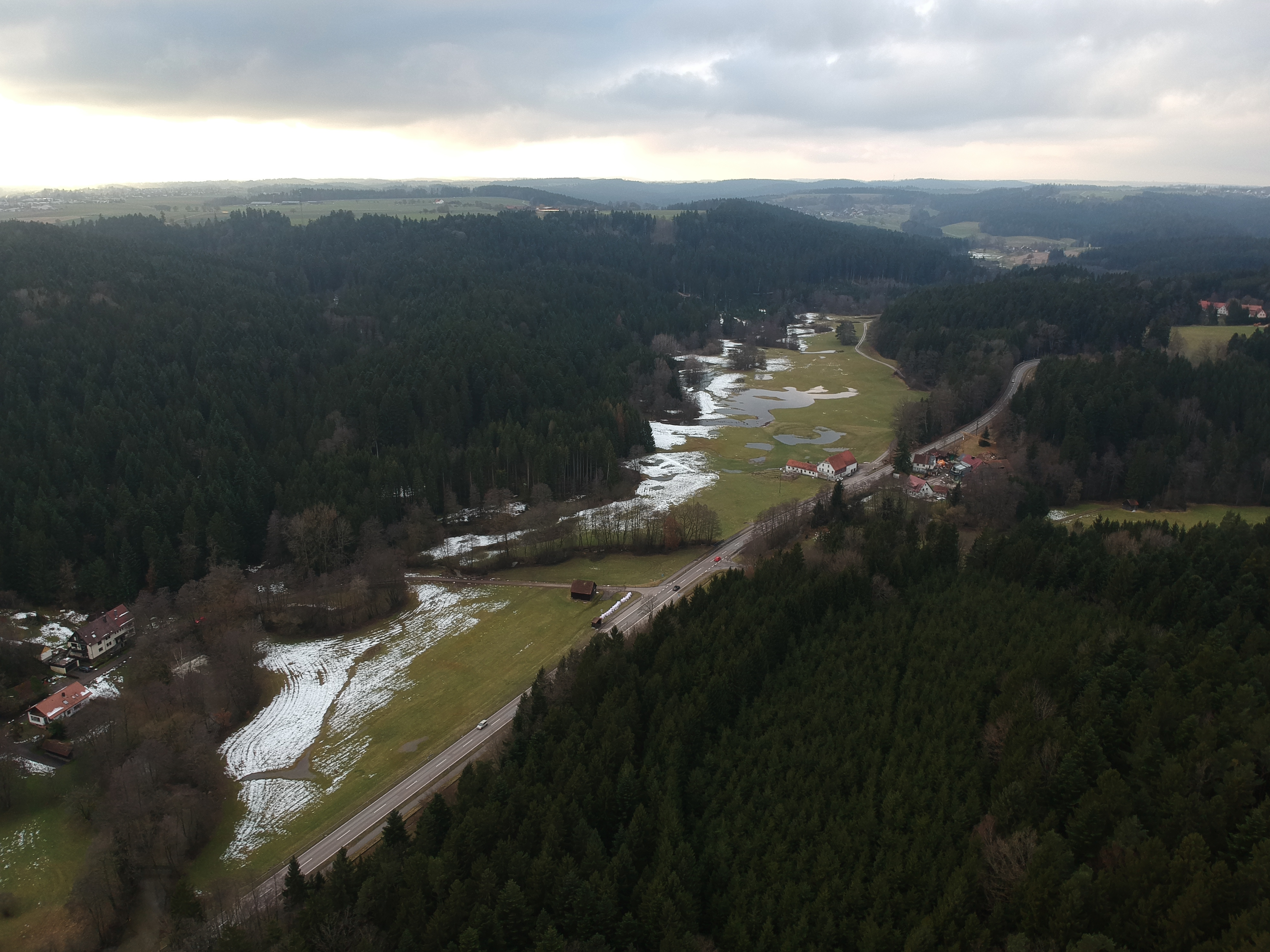
Blick über das Leintal bei Zimmerbach in Richtung Westen
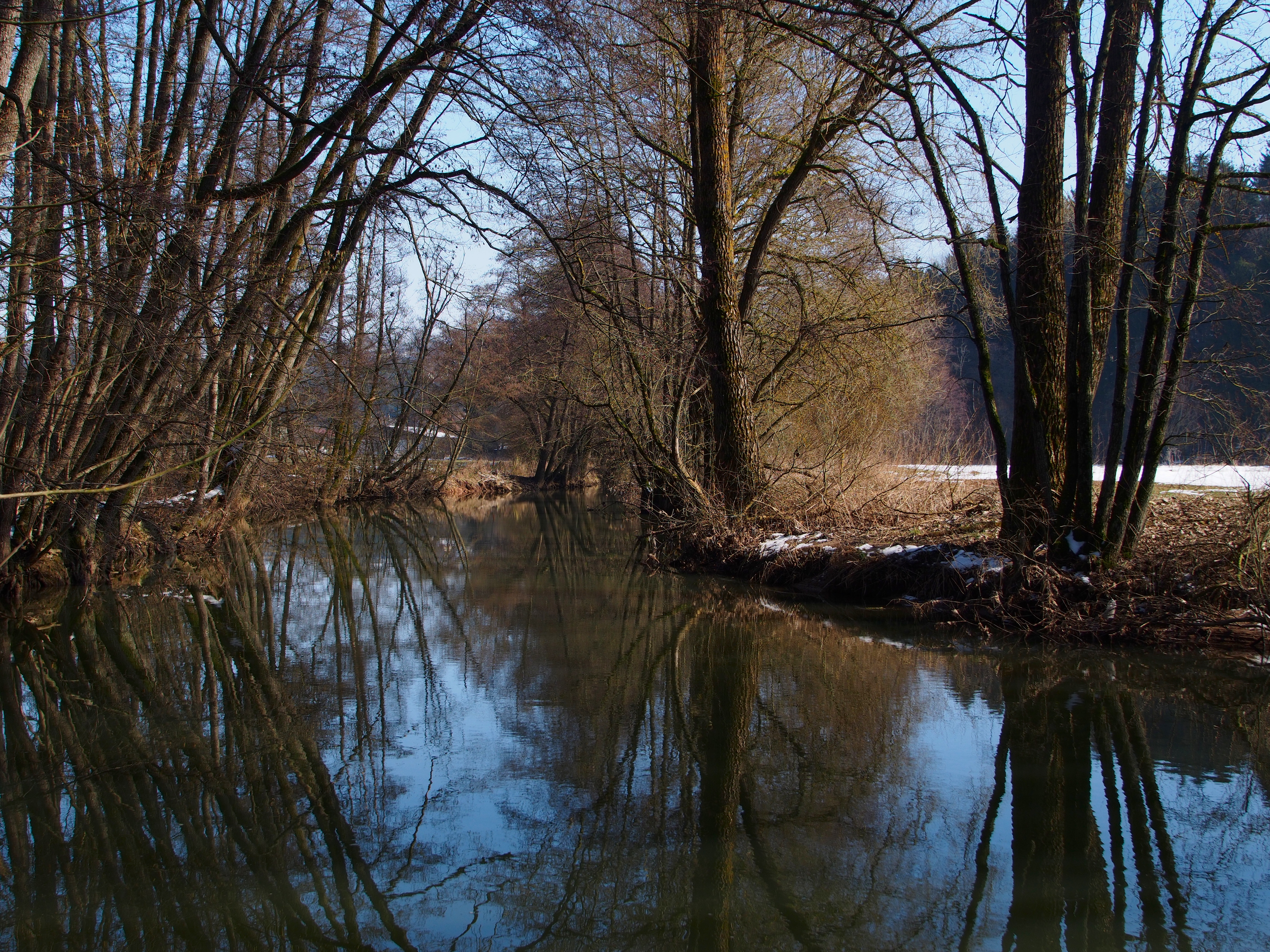
Naturnahes, von Schwarz-Erlen gesäumtes Flussbett der Lein unterhalb von Leinzell
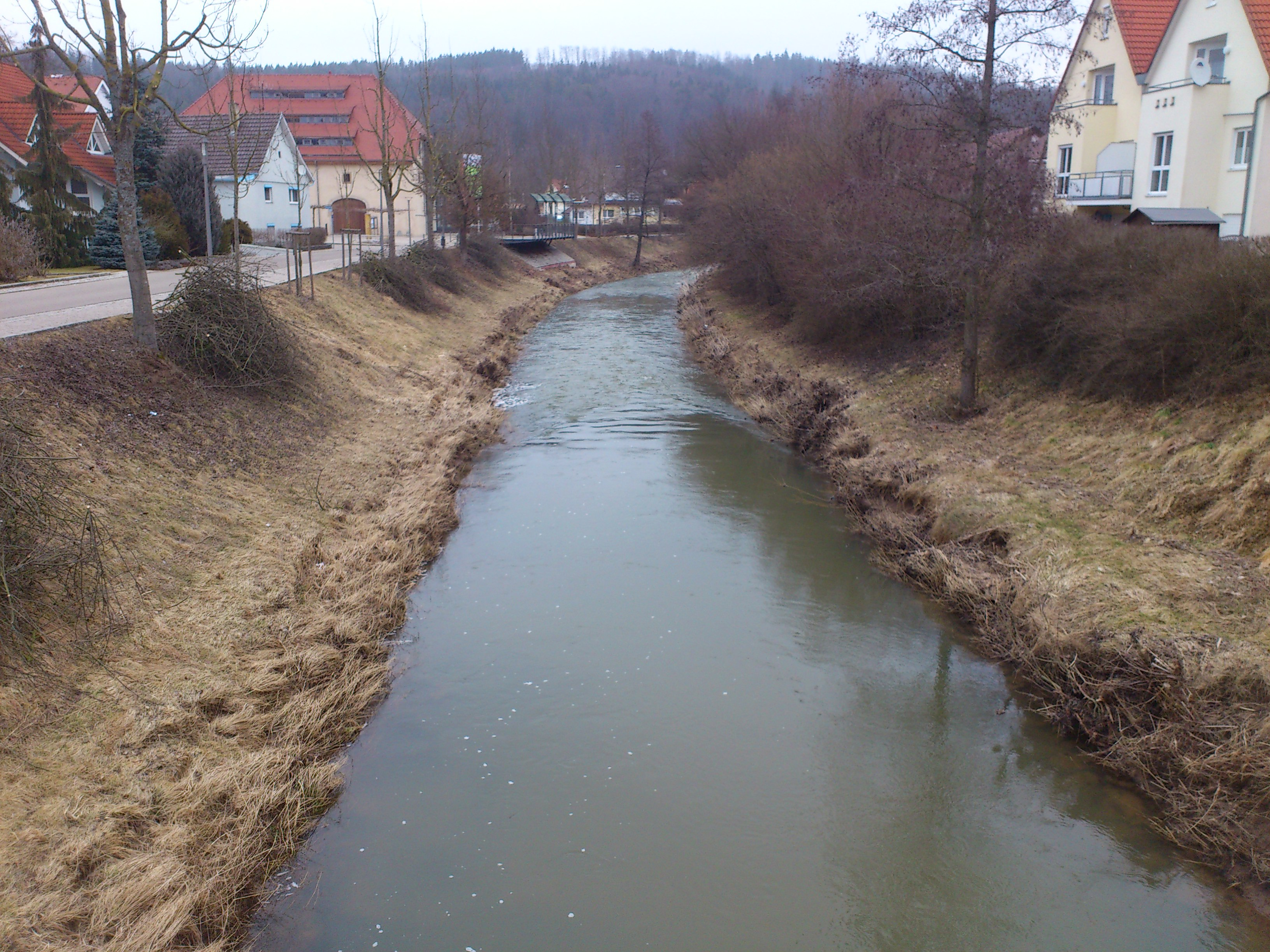
Die Lein in Abtsgmünd
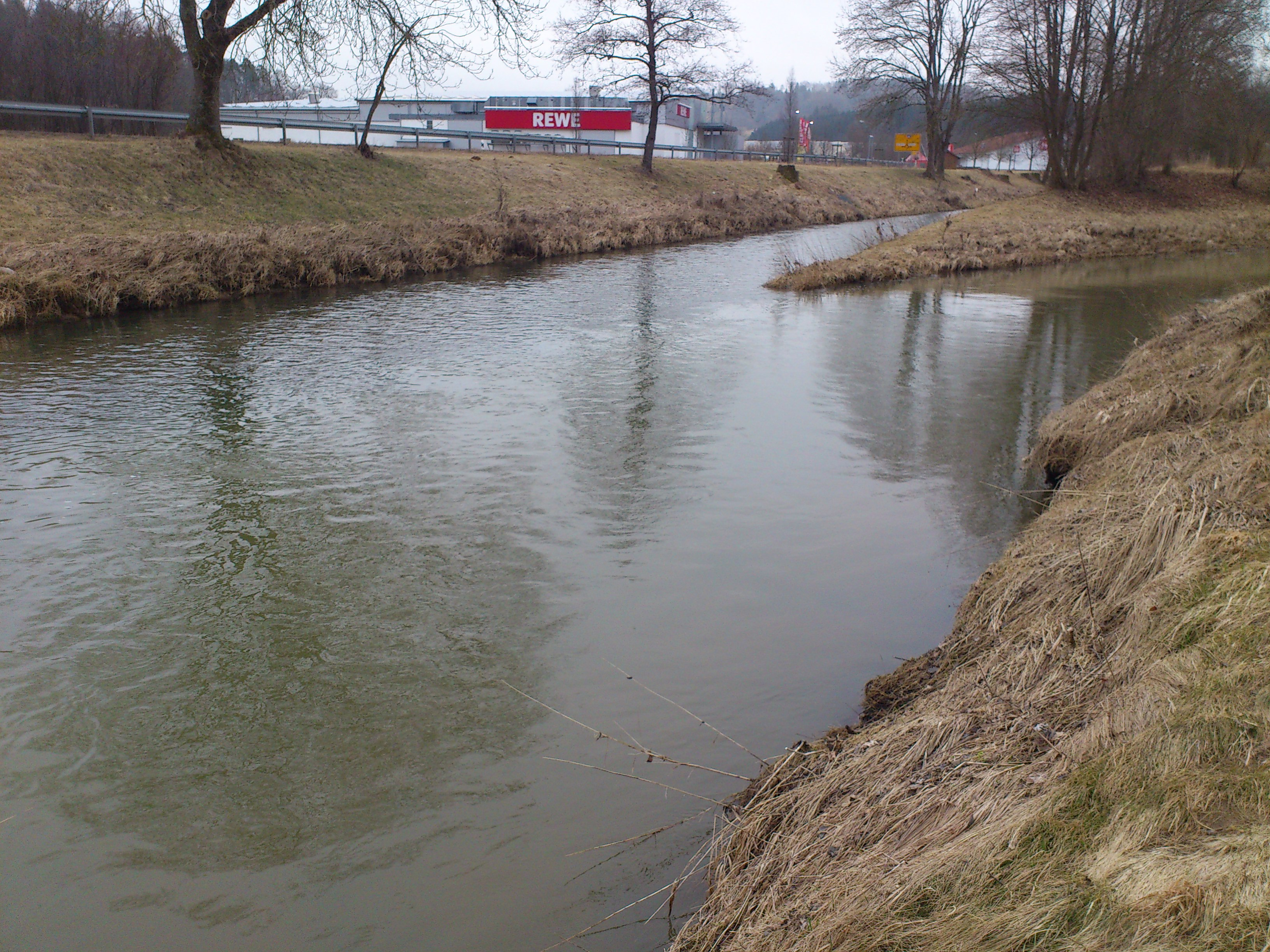
Die Lein (im Bild von rechts) mündet in den Kocher (von hinten nach vorne links)

### Zuflüsse
Liste einer Auswahl der direkten Zuflüsse von der Quelle zur Mündung. Nachweise der Angaben bei bestehenden Artikeln in diesen, sonst nach den Gewässerlayern der amtlichen Gewässerkarte oder nach dem dortigen Layer Topographische Karte.
- Spatzenbach, von rechts, 1,5 km und 1,8 km²
- Seewiesengraben, von rechts im Aichstruter Stausee, 0,8 km und ca. 0,8 km²
- Hofwiesengraben, von rechts, 0,6 km und ca. 0,7 km²
- Rötelbach, von rechts, 1,1 km und ca. 1,2 km²
- Pfaffenader, von rechts, 0,5 km
- Göckelesbad, von rechts, 0,6 km
- Ropbach, von rechts, 1,3 km und 1,3 km²
- Haschbach, von links, 1,3 km und 1,3 km²
- Eisenbach, von links, 5,4 km und 7,6 km²
- Mettelbach, von links, 1,8 km und ca. 1,5 km²
- Renisbach, von rechts, 1,1 km und ca. 0,7 km²
- Gellbach, von links, 2,7 km und ca. 2,7 km²
- Rot, von links, 11,1 km und 34,9 km²
- Oberer Gellbach, vielleicht auch (Oberer) Gelbbach[5], von links, 3,8 km und ca. 3,1 km²
- Spitzerbach, von rechts in den Mühlkanal zur Alfdorfer Strübelmühle, ca. 3,0 km mit Oberlauf Enzelbach und ca. 2,5 km²
- (Bach von oberhalb Kapf), von links, 0,9 km
- (Bach von der westlichen Dornhalde), von links, 1,5 km
- Schmiedbach, von links, 1,1 km
- Krummbach, von links, 2,7 km und ca. 1,5 km²
- Reichenbach, von links, 6,9 km und 9,6 km²
- Aitelbach, von rechts, ca. 1,8 km und 1,4 km²
- Spraitbach, von links, 3,4 km und 3,3 km²
- Zimmerbach, von links, 1,3 km und ca. 1,0 km²
- Bergbach, von links, 0,9 km und ca. 0,9 km²
- Durlanger Bach, von links, 1,3 km und 2,3 km²
- Werdichquelle, von rechts, 0,5 km
- Rot, auch Gschwender Rot, von links, 17,8 km und 49,0 km²
- Sulzbach, von links, ca. 3,4 km und ca. 3,7 km²
- Hellenbach, von rechts, 0,5 km
- („Leinzeller“) Laubach, von links, 3,0 km und ca. 2,0 km²
- Götzenbach, von links, 8,2 km und 18,1 km²
- Gögginger Bach, von links, 1,0 km und ca. 1,0 km²
- Brainkofener Bach, von rechts, 1,2 km und ca. 1,0 km²
- Ziegelbach, von rechts, 0,7 km
- Krebsbach, von links, 1,2 km
- Lohbach, von rechts, 1,9 km
- Haftenbach, von links, 0,7 km
- Federbach, von links, 5,8 km und 10,2 km²
- Schönhardter Bach, von rechts, 0,7 km
- Hackbankbach, von rechts, 2,0 km und 1,8 km²
- Auchtbach, von links, 0,5 km
- Aspesbach, von rechts, 0,6 km
- Tiefenbach, von rechts, 2,4 km und ca. 2,1 km²
- Küferbach, von rechts, 2,7 km und 2,4 km²
- Siechenbach, im Oberlauf Mühlbach, von links, 2,9 km und 2,9 km²
- Schafwaldbach, von rechts, 0,5 km
- Burgwiesbach, von links, 1,0 km und ca. 0,7 km²
- („Reichenbacher“) Laubach, von rechts, 5,1 km und 6,7 km²
- Blumenwaldbach, von links, 0,9 km und ca. 1,1 km²
- Kauwiesenbach, von rechts in einen Mühlkanal, 0,4 km
- Spatzenbach, von links, 4,8 km und 8,1 km²
- Stapfelbach, von rechts, ca. 3,9 km und 2,9 km²
- Kotholzbach oder Leinroder Bach, von links, 1,6 km und ca. 0,9 km²
- Weiherbach, von links, 1,0 km und ca. 1,1 km²
- („Dewanger“) Haldenbach, von rechts, ca. 3,7 km und 3,5 km²
- Attleswasenbach, am Ober- und Mittellauf Trübenreuter Bach, von rechts, 1,4 km und ca. 0,9 km²
- Laubbach, von rechts, ca. 5,0 km und 2,9 km²

### Orte
Orte am Lauf mit ihren Zugehörigkeiten. Nur die Namen tiefster Schachtelungsstufe bezeichnen Siedlungsanrainer.
Rems-Murr-Kreis
- Gemeinde Kaisersbach
  - Eulenhof (Weiler, rechts am Hang)
  - Kaisersbach (Dorf, links über dem Hang)
- Stadt Welzheim
  - Leinhalde (Wohnplatz, links)
  - Aichstruter Sägmühle (Wohnplatz, links)
  - Schafhof (Weiler, links am Hang)
  - Obermühle (Hof, rechts)
  - Welzheim (Stadt, rechts)
  - Ölmühle (Siedlungsplatz, links)
- Gemeinde Alfdorf
  - Fritzhof (Weiler, links am Hang)
  - Tannhof (Weiler, links am Hang)
  - Hagmühle (Siedlungsplatz, rechts)
  - Niederheckenhof (Weiler, links am Hang)
  - Haghofer Ölmühle (Wohnplatz, rechts)
  - Haghof (Weiler, rechts über dem Hang)
  - Rienharzer Sägmühle (Wohnplatz, links)
  - Höldis (Weiler, links über dem Hang)
  - Pfahlbronn (Dorf, rechts über dem Hang)
  - Leinecksmühle (Hof, links)
  - Alfdorf (Dorf, rechts über dem Hang)
  - Voggenberger Sägmühle (Wohnplatz, links)
  - Pfahlenhof (Hof, links am Hang)
  - Strübelmühle (Hof, rechts)
  - Tennhöfle (Weiler, links)

Ostalbkreis
- Gemeinde Spraitbach
  - Leinhäusle (Weiler, links)
- Gemeinde Durlangen
  - Leinmühle (Wohnplatz, rechts)
  - Hummelbühl (Wohnplatz, links über dem Hang)
  - Amandusmühle (Wohnplatz, links)
  - Gehau (Wohnplatz, links am Hang)
- Gemeinde Mutlangen
  - (rechter Gebietsanrainer, keine Besiedlung am oder nahe dem Lauf)
- Stadt Schwäbisch Gmünd
  - (fast nur rechter Gebietsanrainer, keine Besiedlung am oder nahe dem Lauf)
- Gemeinde Durlangen
  - Bruckacker (Siedlungsplatz, links am Hang)
- Gemeinde Täferrot
  - Täferrot (Dorf)
- Gemeinde Leinzell
  - Ölhäuser (Weiler, links)
- Gemeinde Iggingen
  - (rechter Gebietsanrainer, keine Besiedlung am oder nahe dem Lauf)
- Gemeinde Leinzell
  - Leinzell (Dorf)
- Gemeinde Göggingen
  - Mulfingen (Weiler, überwiegend links)
  - Mühlhölzle (Hof, rechter Hang)
  - Horner Mühle (Hof, links)
  - Horn (Weiler, linker Hang)
- Gemeinde Heuchlingen
  - Mäderhöfe (Weiler, rechter Hang)
  - Heuchlingen (Dorf)
- Gemeinde Schechingen
  - Mühlholz (Hof, linker Hang)
- Gemeinde Abtsgmünd
  - Laubach (Dorf, rechts)
  - Laubacher Mühle (Siedlungsplatz, rechts)
  - Kauhof (Hof, rechts)
- Stadt Aalen
  - (rechter Gebietsanrainer, keine Besiedlung am oder nahe dem Lauf)
- Gemeinde Abtsgmünd
  - Roßnagel (Ort, rechts)
  - Eichhornhof (Hof, rechts)
  - Leinroden (Weiler, links)
  - Abtsgmünd (Dorf, überwiegend links)

## Hydrologie

### Hydrologischer Hauptstrang
Hydrologisch kann man die Lein als den Hauptquellast des Kocher-Systems betrachten, da sie an der Mündung mehr als doppelt so lang ist wie dieser (57 km gegen knapp 25 km), dessen Namens-Oberlauf auch im Einzugsgebiet übertrifft (250 km² gegen 152 km²) und auch etwas mehr Wasser führt als dieser – trotz dessen kräftiger Karstquellen, die sich zusätzlich aus Gebieten jenseits seiner oberflächlichen Wasserscheiden speisen.

### Fließrichtung
Die Fließrichtung der Lein ist auffällig; sie entfernt sich durchweg vom Neckar, in den ihr Wasser über den Kocher letztlich gelangt, und ihr Tal trifft in Abtsgmünd fast gegenläufig auf das des Kochers, der dort in Richtung Westnordwest dem Neckar zuströmt. Grund hierfür ist, dass der Flusslauf der Lein zu einer Zeit angelegt wurde, als das Gebiet noch nach Südosten hin zur Urdonau und zum Schwarzen Meer entwässerte. Gleiches gilt für die benachbarten Flüsschen „Spiegelberger“ Lauter, Bibers, „Fichtenberger“ Rot und die etwas unterhalb von Abtsgmünd von der anderen Seite auch fast gegenläufig in den Kocher mündende Blinde Rot. Der heutige Abfluss über den Kocher, den Neckar und den Rhein zur Nordsee hin entstand erst, als sich ab dem Eozän der Oberrheingraben abzusenken begann und sich infolgedessen die Tiefenerosion im umgebenden Flusssystem des Rheins verstärkte. Über zahlreiche Anzapfungen von Donau-Nebenflüssen verlagerte sich die europäische Hauptwasserscheide zugunsten des Rheins schrittweise nach Südosten.

### Hochwasserschutz und Rückhaltebecken
Heutzutage speisen die Lein und ihre nördlichen Zuflüsse zahlreiche kleinere Stauseen, von denen viele zum Hochwasserschutz angelegt wurden und die als Badeseen (z. B. der Aichstruter Stausee) auch der Naherholung dienen. Andere sind alte Mühlseen, denn an Lein wie den größeren Nebenflüssen liefen früher auch viele Wassermühlen.
Nach immer wiederkehrenden Hochwassern entlang der Lein gab eines im März 1956 schließlich den Anstoß zur Gründung des Wasserverbandes Kocher-Lein durch die Anliegergemeinden im Jahre 1957. Zum Hochwasserschutz errichtete der neue Verband zwischen 1957 und 1982 elf Speicher- und Rückhaltebecken, die er bis heute betreibt. Fünf hiervon liegen im Rems-Murr-Kreis, sechs im Ostalbkreis. Sie sind ständig zu kleinen Seen aufgestaut. Die meisten sind für die Naherholung erschlossen, einige als Badeseen ausgewiesen. Die elf Kunstseen können zusammen bis zu 14 Mio. m³ zurückhalten, sie liegen zwischen 390 m ü. NHN und 500 m. ü. NHN. Zwischen 1990 und 2000 verausgabte man im Rahmen eines Sanierungsprogramms 28,5 Mio. Euro, teilweise in Einrichtungen für Datenfernübertragung und Fernsteuerung, so dass nunmehr seit 1997 alle elf Becken zentral gesteuert und überwacht werden können.
| Name        | Lage       | staut          | Einzugsgebiet | Dauerstaufläche | Maximale Staufläche | Gesamtstauraum | Dammhöhe |
| ----------- | ---------- | -------------- | ------------- | --------------- | ------------------- | -------------- | -------- |
| Aichstrut   | Welzheim   | Lein           | 005,8 km²     | 4,0 ha          | 21,0 ha             | 0.550.000 m³   | 08,0 m   |
| Eisenbach   | Alfdorf    | Eisenbach      | 007,4 km²     | 2,0 ha          | 11,0 ha             | 0.540.000 m³   | 13,5 m   |
| Leineck     | Alfdorf    | Lein           | 031,9 km²     | 4,0 ha          | 35,0 ha             | 2.180.000 m³   | 14,0 m   |
| Hagerwald   | Alfdorf    | Finstere Rot   | 014,0 km²     | 3,0 ha          | 18,0 ha             | 0.800.000 m³   | 11,0 m   |
| Hüttenbühl  | Alfdorf    | Schwarze Rot   | 015,5 km²     | 2,0 ha          | 13,0 ha             | 0.530.000 m³   | 11,0 m   |
| Reichenbach | Spraitbach | Reichenbach    | 008,8 km²     | 3,0 ha          | 18,0 ha             | 0.900.000 m³   | 16,0 m   |
| Täferrot    | Täferrot   | Lein           | 108,7 km²     | 2,0 ha          | 42,0 ha             | 2.200.000 m³   | 14,0 m   |
| Rehnenmühle | Täferrot   | Gschwender Rot | 045,1 km²     | 5,0 ha          | 57,0 ha             | 2.900.000 m³   | 16,0 m   |
| Götzenbach  | Göggingen  | Götzenbach     | 017,4 km²     | 3,0 ha          | 45,0 ha             | 1.750.000 m³   | 23,0 m   |
| Federbach   | Göggingen  | Federbach      | 009,6 km²     | 2,5 ha          | 14,0 ha             | 1.000.000 m³   | 25,0 m   |
| Laubbach    | Abtsgmünd  | Laubbach       | 002,9 km²     | 1,0 ha          | 04,9 ha             | 0.190.000 m³   | 13,0 m   |

## Geschichte
In ihrem Oberlauf folgte der Lein in antiker Zeit für ein starkes Jahrhundert eine politische Grenze. Zwischen ihrer Quelle und dem Haghof südlich Welzheims zog sich nämlich wenige hundert Meter westlich-parallel zu ihr zwischen etwa 161 nach Christus und 260 nach Christus der zum UNESCO-Weltkulturerbe zählende Obergermanisch-Raetische Limes dahin, die befestigte Grenzlinie des Römischen Reiches gegen das barbarische Germanien.